# باريغ طريقي (مقاطعة فارياب)
باريغ طريقي (بالفارسية: پاریگ طریقی) هي قرية تقع في البلدة المركزية في إيران. يقدر عدد سكانها بـ 127 نسمة بحسب إحصاء 2016.